# Grandes Rios
Grandes Rios ist ein brasilianisches Munizip im Norden des Bundesstaats Paraná. Es hat 5.641 Einwohner (2022), die sich Grande-Rienser nennen. Seine Fläche beträgt 314 km². Es liegt 630 Meter über dem Meeresspiegel.

## Etymologie
Der Name stammt von der Immobiliengesellschaft Cidade de Grandes Rios (deutsch: Stadt der großen Flüsse), die für die Entwicklung der Stadt verantwortlich war.

## Geschichte

### Besiedlung
Das Land, auf dem sich Grandes Rios befindet, gehörte zur Gleba I, Quinhão VIII der Fazenda Ribeiro Bonito, die am 12. Mai 1856 von José Manoel Fernandes und Guilherme Xavier de Miranda in der Comarca Tibagi urkundlich eingetragen wurde.
Am 26. August 1892 beantragten die Erben die gerichtliche Teilung des Gutes, und Manoel Caetano Martins und andere erhielten den Quinhão VIII der Fazenda Ribeiro Bonito. Sie veräußerten ihn später an Roque de Cunto und seine Frau Teresa Longo, deren Besitzurkunde am 23. Juli 1923 von der Comarca Tibagi ausgestellt wurde.
Am 30. Juli 1951 erwarben Olympio Nogueira Monteiro und seine Frau Irene do Nascimento Monteiro das fruchtbare Land und gründeten die Immobiliengesellschaft Cidade de Grandes Rios, die das Land aufteilte, die Parzellen zur Besiedlung verkaufte und die Entwicklung der Stadt erfolgreich vorantrieb. Der Kaffeeanbau war ursprünglich die treibende Kraft des Fortschritts.

### Erhebung zum Munizip
Grandes Rios wurde durch das Staatsgesetz Nr. 5514 vom 11. Februar 1967 aus Cândido de Abreu ausgegliedert und in den Rang eines Munizips erhoben. Es wurde am 14. März 1967 als Munizip installiert.

## Geografie

### Fläche und Lage
Grandes Rios liegt auf dem Terceiro Planalto Paranaense (der Dritten oder Guarapuava-Hochebene von Paraná). Seine Fläche beträgt 314 km². Es liegt auf einer Höhe von 630 Metern.

### Vegetation
Das Biom von Grandes Rios ist Mata Atlântica.

### Klima
Das Klima ist warm und gemäßigt. Es werden hohe Niederschlagsmengen verzeichnet (1538 mm pro Jahr). Die Klimaklassifikation nach Köppen und Geiger lautet Cfa. Im Jahresdurchschnitt liegt die Temperatur bei 20,7 °C.

### Gewässer
Grandes Rios liegt im Einzugsgebiet des Ivaí. Dieser bildet die südliche Grenze des Munizips, während dessen rechter Nebenfluss Rio Alonso die nördliche Grenze bildet. Durch das südliche Munizipgebiet fließt der Rio Branco dem Ivai von rechts zu. 

### Straßen
Grandes Rios ist über die PR-451 mit Faxinal im Nordosten verbunden. Über die PR-082 kommt man im Osten nach Rosário do Ivaí.

### Nachbarmunizipien
| Lidianópolis  | Cruzmaltina                                 | Faxinal                        |
| Jardim Alegre | Kompassrose, die auf Nachbargemeinden zeigt | Ortigueira und Rosário do Ivaí |
| Ivaiporã      |                                             | Rio Branco do Ivaí             |

## Stadtverwaltung
Bürgermeister: Antonio Ribeiro da Silva, PSL (2021–2024)
Vizebürgermeister: Renato Batista Nunes, PSD (2021–2024)

## Demografie

### Bevölkerungsentwicklung
| Jahr | Einwohner | Stadt | Land |
| ---- | --------- | ----- | ---- |
| 1970 | 36.588    | 5 %   | 95 % |
| 1980 | 35.310    | 14 %  | 86 % |
| 1991 | 12.156    | 36 %  | 64 % |
| 2000 | 7.868     | 48 %  | 52 % |
| 2010 | 6.625     | 54 %  | 46 % |
| 2022 | 5.641     |       |      |

Quelle: IBGE (2011) und Volkszählung 2022

### Ethnische Zusammensetzung
| Gruppe * | 1991    | 2000    | 2010    | wer sich als …                                                                   |
| --- | ------- | ------- | ------- | -------------------------------------------------------------------------------- |
| Weiße | 55,1 %  | 67,3 %  | 58,8 %  | weiß bezeichnet                                                                  |
| Schwarze | 3,4 %   | 2,5 %   | 3,2 %   | schwarz bezeichnet                                                               |
| Gelbe | 0,2 %   | 0,2 %   | 0,3 %   | von fernöstlicher Herkunft wie japanisch, chinesisch, koreanisch etc. bezeichnet |
| Braune | 41,3 %  | 29,5 %  | 37,7 %  | braun oder als Mischung aus mehreren Gruppen bezeichnet                          |
| Indigene | 0,0 %   | 0,3 %   | 0,0 %   | Ureinwohner oder Indio bezeichnet                                                |
| ohne Angabe | 0,0 %   | 0,3 %   | 0,0 %   |                                                                                  |
| Gesamt | 100,0 % | 100,0 % | 100,0 % |                                                                                  |
| *) Das IBGE verwendet für Volkszählungen ausschließlich diese fünf Gruppen. Es verzichtet bewusst auf Erläuterungen. Die Zugehörigkeit wird vom Einwohner selbst festgelegt. |         |         |         |                                                                                  |

Quelle: IBGE (Stand: 1991, 2000 und 2010)